# Bodtjärnen (Råneå socken, Norrbotten)
Bodtjärnen är en sjö i Luleå kommun i Norrbotten och ingår i Råneälvens huvudavrinningsområde. Sjön har en area på 0,062 kvadratkilometer och ligger 13 meter över havet.

## Delavrinningsområde
Bodtjärnen ingår i det delavrinningsområde (732900-178857) som SMHI kallar för Inloppet i Brännässelet. Medelhöjden är 21 meter över havet och ytan är 4,78 kvadratkilometer. Räknas de 254 avrinningsområdena uppströms in blir den ackumulerade arean 4 146,17 kvadratkilometer. Avrinningsområdets utflöde Råneälven mynnar i havet. Avrinningsområdet består mestadels av skog (53 procent), öppen mark (11 procent) och jordbruk (24 procent). Avrinningsområdet har 0,4 kvadratkilometer vattenytor vilket ger det en sjöprocent på 8,3 procent.